# 대구천내초등학교
대구천내초등학교는 대한민국 대구광역시 달성군에 있는 초등학교이다.

## 역사
- 1999-11-05 대구광역시립학교 설립계획 의결
- 2002-11-21 통학구역 학부모 설명회
- 2003-01-02 대구천내초등학교, 대구천내초등학교병설유치원 설립인가(1.설립목적: 대구화원초등학교 과대과밀 학급해소 및 교육여건의 개선 2.현황: 36학급, 1829m2 55333평(교실수 102실) 3.구역: 화원읍 천내4리～7리, 구라1리~7리)
- 2003-03-01 초대 이장영 교장 취임 대구천내초등학교 개교 : 25학급 편성(화원초에서 904명 전입) 대구천내초등학교 병설유치원 개원 : 1학급(23명)
- 2004-02-12 제1회 대구천내초등학교병설유치원 졸업(29명)
- 2004-02-13 제1회 대구천내초등학교 졸업(100명)
- 2004-03-01 26학급 편성(963명), 유치원 1학급(30명)
- 2005-03-01 제2대 이무근 교장 취임 7학급 편성(955명, 유치원 1학급(31명)
- 2006-03-01 30학급 편성(942명), 유치원 1학급(26명)
- 2007-03-01 29학급 편성(902명), 특수학급 1학급(8명), 유치원 1학급(20명)
- 2007-09-01 35학급 편성(1033명), 특수학급 1학급(11명), 유치원 1학급(20명)
- 2008-03-01 교실 26학급(816명), 특수학급 2학급(11명), 유치원 1학급(26명)
- 2009-03-01 교실 26학급(731명), 특수학급 2학급(12명), 유치원 1학급(26명)
- 2009-09-01 제3대 신정철 교장 취임
- 2010-03-01 27학급 편성(특수학급 2학급 포함) 유치원 1학급 편성 대구광역시 교육청 지정 자율학교(학력 향상) 시범학교
- 2011-03-01 24학급 편성(특수학급 2학급 포함) 유치원 1학급 편성 대구광역시교육청 '통일교육 시범학교' 지정(1년간)
- 2012-03-01 초등 25학급 편성(특수 2학급 포함) 유치원 1학급 편성
- 2012-09-01 제4대 김점동 교장 취임
- 2013-02-15 제10회 졸업(남 59명, 여 65명, 계 124명 졸업, 총 1,171명)
- 2013-03-01 초등 24학급 편성(특수 2학급 포함) 유치원 1학급 편성
- 2014-02-14 제11회 졸업(남43명, 여43명, 계86명, 총1,369명)
- 2014-03-01 초등 23학급 편성(특수 2학급 포함)
- 2014-09-01 제5대 한승희 교장 취임
- 2015-02-17 제12회 졸업(남50명, 여24명, 계74명, 총1,443명)
- 2015-03-01 초등 21학급 편성(특수 1학급 포함)